# Посланица
Епистола или посланица је јавно писмо упућено једној особи или групи људи. Овај жанр је био уобичајен у старом Египту. Познате су и новозаветне посланице апостола упућене хришћанима, на пример Павлове посланице.

## Петрарка
Откриће Цицеронових епистола је навело Франческа Петрарку да их и он пише. Све епистоле је писао на латинском језику јер је тежио обнављању антике. Трудио се да их пише што чистијим, античким латинским. Необично је то што је Петрарка у својим епистолама писао великанима прошлости као да су живи. За схватање Петраркиних унутрашњих мука и за схватање свих димензија његове личности, важна су ова писма.
Књиге епистола:
1. - 24 књиге, 350 писама. То су лична писма, у којима се обраћао филозофима и писцима антике као савременицима и као једнакима. Пише Цицерону, Аристотелу, Хомеру, Вергилију.
2. - 17 књига, 125 писама. Писана су у старости и нису завршена. Она представљају наставак Familiares. Ова збирка садржи писмо Posterati, упућено потомцима. Претпоставља се да је њиме требало да заврши ову збирку. У њему је дао своју идеализовану биографију, јер му је било јако битно шта ће потомци мислити о њему и какав ће остати упамћен.
3. - 19 писама, која се баве политичким темама. Није наводио имена појединаца да их не би компромитовао.
4. - разна писма која нису обухваћена другим збиркама. Има их око шездесет.
5. - 66 писама у стиху. Говорио је о имитацији - како ученик треба да подражава учитеља, тако и писац у односу на антику „треба да буде као пчела која сакупља од цвета до цвета“.